# Marquesastaube
Die Marquesastaube (Pampusana rubescens, Syn.: Alopecoenas rubescens, Gallicolumba rubescens), auch Marquesen-Erdtaube oder Marquesas-Erdtaube genannt,  ist eine Taubenart mit verringerter Flugfähigkeit, die auch am Skelett des Vogels zu erkennen ist. Trotz dieser verringerten Flugfähigkeit ist sie heutzutage auf zwei Inseln der Marquesas verbreitet, nämlich Hatuta'a und Fatu Huku und lebte früher auf einigen weiteren vielleicht sogar allen Inseln der Inselgruppe. Dazu zählen Tahuata, Nuku Hiva, Hiva Oa und Ua Huka.
Die beiden Inseln, auf denen die Taube heute noch lebt, sind unbewohnt und katzenfrei. Ihre Population wurde 1975 auf Hatuta'a auf 225 Vögel geschätzt und war 1987 etwa genauso groß. Auf Fatu Huku wurde die Population in den 1990er Jahren auf 10–100 geschätzt, 2011 ergab eine Kompletterfassung weniger als 10 Individuen. Die Art wird als gefährdet geführt, da diese Populationsgrößen zu gering sind, um ein Überleben einer Art auf Dauer sicherzustellen und immer die Gefahr besteht, dass aus Versehen Arten wie Katzen oder ähnliche Raubtiere auf solchen Inseln eingeschleppt werden. Auf den anderen Inseln wurde die Art vermutlich durch Katzen ausgerottet.
Die Art bewohnt bewaldete Regionen, Haine von Pisonia grandis und buschige Vegetation. Sie ernährt sich überwiegend von Samen. Auf Hatuta'a leben die Vögel überwiegend auf dem Hochplateau der Insel und begeben sich nur selten hinunter auf Meereshöhe.